# Liste der Biografien/Dany
Liste der Biografien |
Portal Biografien |
Personensuche
# |
A |
B |
C |
D |
E |
F |
G |
H |
I |
J |
K |
L |
M |
N |
O |
P |
Q |
R |
S |
T |
U |
V |
W |
X |
Y |
Z |
?
 
Da |
Db |
Dc |
Dd |
De |
Dg |
Dh |
Di |
Dj |
Dk |
Dl |
Dm |
Dn |
Do |
Dq |
Dr |
Ds |
Du |
Dv |
Dw |
Dy |
Dz
 
Daa |
Dab |
Dac |
Dad |
Dae |
Daf |
Dag |
Dah |
Dai |
Daj |
Dak |
Dal |
Dam |
Dan |
Dao |
Dap |
Daq |
Dar |
Das |
Dat |
Dau |
Dav |
Daw |
Dax |
Day |
Daz
 
Dana |
Danb |
Danc |
Dand |
Dane |
Danf |
Dang |
Danh |
Dani |
Danj |
Dank |
Danl |
Dann |
Dano |
Danq |
Danr |
Dans |
Dant |
Danu |
Danv |
Danw |
Dany |
Danz
Die Liste der Biografien führt alle Personen auf, die in der deutschsprachigen Wikipedia einen Artikel haben. Dieses ist eine Teilliste mit 10 Einträgen von Personen, deren Namen mit den Buchstaben „Dany“ beginnt.

## Dany
- Dany (* 1943), belgischer Comiczeichner und -Autor

### Danye
- Danyel, John, englischer Sänger, Lautenist und Komponist
- Danyel, Jürgen (* 1959), deutscher Historiker, Soziologe und Bibliothekar

### Danyl
- Danylak, Roman (1930–2012), kanadischer Bischof der Ukrainischen Griechisch-Katholischen Kirche
- Danylenko, Danylo (* 1994), ukrainischer Sprinter
- Danyljuk, Oleksandr (* 1975), ukrainischer PolitikerOleksandr Danyljuk (* 1975)

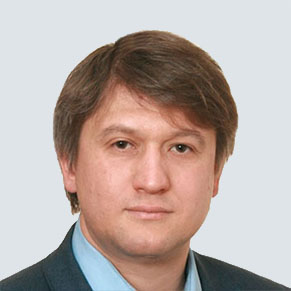
Oleksandr Danyljuk (* 1975)

- Danylo, Bohdan (* 1971), polnischer Geistlicher, Bischof von Saint Josaphat in Parma
- Danylowytsch, Ihnatij (1787–1843), ukrainischer und polnischer Rechtshistoriker
- Danylyschyn, Bohdan (* 1965), ukrainischer Politiker, Wirtschaftsminister der Ukraine

### Danys
- Danysz, Marian (1909–1983), polnischer Experimentalphysiker